# Ямагути, Тамон
Тамон Ямагути (яп. 山口 多聞 Ямагути Тамон, 17 августа 1892, Токио — 5 июня 1942, рядом с атоллом Мидуэй) — японский флотоводец, в начале Второй мировой войны командовавший 2-й дивизией авианосцев Императорского флота Японии. После безуспешной борьбы за поврежденный Мидуэйском сражении авианосец, приказал экипажу покинуть судно, добив торпедами. Сам адмирал Ямагути вместе с командиром корабля капитаном Каку остался на борту гибнущего судна.

## Биография
Тамон Ямагути родился в Токио (район Коисикава) 17 августа 1892 года. В 1912 году он окончил военную академию Императорского флота в Этадзиме, служил в звании мичмана на крейсере «Соя» и линкоре «Сэтцу». 1 декабря 1913 года Ямагути был повышен до младшего лейтенанта. В 1913—1915 годах он проходил службу на крейсере «Тикума» и линкоре «Аки», затем в 1915—1916 годах был слушателем курсов морской артиллерии и торпедного дела в Этадзиме. После их окончания Ямагути до середины 1918 года служил в штабе 3-го дивизиона подводных лодок, а с июля по декабрь — на эсминце «Каси». Наконец, 1 декабря 1918 года он был повышен до лейтенанта и назначен во временный подводный дивизион, сформированный из полученных по репарациям германских субмарин. Затем до 1921 года Тамон служил на плавбазе «Канто» и в штабах баз в Йокосуке, Курэ и Сасэбо.
В 1921—1923 годах Ямагути обучался в США в Принстонском университете; после возвращения в Японию он был назначен командиром одной из боевых частей линкора «Нагато». 1 декабря 1924 Тамон Ямагути получил звание капитана 3-го ранга, позже служил в 1-м дивизионе подводных лодок и Генеральном штабе Императорского флота. 10 декабря 1928 года его повысили до капитана 2-го ранга. В сентябре — ноябре 1929 года он совершил поездку в США, а с ноября по середину следующего года находился в Великобритании, участвуя в составе японской делегации в международной конференции, завершившейся подписанием Лондонского договора.
Во второй половине 1930 года Ямагути был старшим офицером на крейсере «Юра», затем до осени 1932 года работал в Генеральном штабе. 1 декабря 1932 он был повышен до капитана 1-го ранга, и следующие полтора года преподавал в Морской академии. 1 июня 1934 года его назначили на должность морского атташе в США.
В августе 1936 года он вернулся в Японию. В 1936—1937 годах Ямагути командовал крейсером «Исудзу», а в 1937—1938 годах — линкором «Исэ». Затем 15 ноября 1938 года его повысили до контр-адмирала и назначили начальником штаба 5-го флота. С конца 1939 года он был помощником начальника штаба 1-го флота, с января по ноябрь 1940 года — командующим 1-й объединённой учебной авиагруппой.
1 ноября 1940 года Ямагути был назначен командиром 2-й дивизии авианосцев, включавшей в себя «Сорю» и «Хирю». Под его командованием это соединение участвовало в ударе по Пёрл-Харбору 7 декабря 1941 года, захвате Уэйка и рейде в Индийский океан в марте — апреле 1942 года. В ходе Мидуэйского сражения вечером 4 июня того же года «Хирю» в результате налёта американцев получил 4 бомбовых попадания и разделил судьбу 3 авианосцев, погибших утром. После безуспешной борьбы за живучесть, когда стало ясно, что корабль уже не спасти, контр-адмирал Ямагути сообщил адмиралу Нагумо, что намеревается отдать приказ команде о необходимости покинуть судно. Собрав уцелевших моряков на дымящейся палубе, Ямагути сказал: «Как командир дивизии авианосцев я один несу ответственность за гибель „Хирю“ и „Сорю“. Я останусь на борту до конца. Приказываю всем немедленно покинуть корабль и продолжать верно служить Его Величеству императору». В ночь на 5 июня 1942 года Ямагути приказал всем оставить авианосец и добить его торпедами.
Сам он вместе с командиром авианосца капитаном 1-го ранга Каку остался на борту, желая своей смертью искупить вину за потерю вверенного ему соединения. По распространённой в ЯИФ традиции ему посмертно присвоили звание вице-адмирала (и наградили Орденом Золотого коршуна).

## Появление вМассовой культуре
- Тосиро Мифунэ — «Шторм над Тихим океаном» (1960)
- Сусумэ Фудзита — «Тора! Тора! Тора!» (1970)
- Джон Фудзиока — «Мидуэй[англ.]» (1976)
- Хироси Абэ — «Атака на Пёрл-Харбор» (2011)
- Таданобу Асано — «Мидуэй» (2019)
- В аниме и манге — «Скитальцы» Тамон Ямагути один из Скитальцев (2009)